# Auswahlsatz von Kuratowski und Ryll-Nardzewski
Der Auswahlsatz von Kuratowski und Ryll-Nardzewski, englisch Kuratowski-Ryll Nardzewski Selection Theorem, ist ein Lehrsatz des mathematischen Gebiets der Analysis, der auf die beiden polnischen Mathematiker Kazimierz Kuratowski und Czesław Ryll-Nardzewski zurückgeht. Der Satz behandelt die Frage, unter welchen Bedingungen einer mengenwertigen Abbildung zwischen einem Messraum und einem topologischen Raum unter Berücksichtigung von Messbarkeitsgesichtspunkten eine Auswahlabbildung zugehört.

## Formulierung des Satzes
Anknüpfend an die Darstellung von Leszek Gasiński  und Nikolaos S. Papageorgiou lässt sich der genannte Auswahlsatz folgendermaßen formulieren:
Gegeben seien ein Messraum  {\displaystyle \Omega } und ein topologischer Raum {\displaystyle X}.
Weiter gegeben sei eine messbare mengenwertige Abbildung {\displaystyle F\colon \Omega \to {{\mathcal {P}}(X)\setminus \{\emptyset \}}} derart, dass für jedes {\displaystyle \omega \in \Omega } die zugeordnete Teilmenge {\displaystyle F(\omega )} in {\displaystyle X} abgeschlossen ist.

Ist dabei {\displaystyle X} ein polnischer Raum, so existiert stets eine zugehörige messbare Auswahlabbildung {\displaystyle f\colon \Omega \to X}.

### Anwendung
Aufbauend auf den Auswahlsatz von Kuratowski und Ryll-Nardzewski lässt sich ein weiteres Resultat gewinnen, welches die Frage der Messbarkeit von mengenwertigen Abbildungen betrifft. Es besagt folgendes:
Gegeben seien ein Messraum  {\displaystyle \Omega } und ein polnischer Raum {\displaystyle X} und weiter eine mengenwertige Abbildung {\displaystyle F\colon \Omega \to {{\mathcal {P}}(X)}},
welche jedem {\displaystyle \omega \in \Omega } eine in {\displaystyle X} abgeschlossene, nichtleere Teilmenge  {\displaystyle F(\omega )} zuordnet.

Dann sind die folgenden beiden Aussagen gleichwertig:
 (a) {\displaystyle F} ist messbar.
 (b) Es gibt eine Funktionenfolge von messbaren Funktionen {\displaystyle f_{1},f_{2},f_{3},\ldots \;\colon \Omega \to X}, welche die folgenden beiden Bedingungen erfüllt:
 (b1) Für {\displaystyle n=1,2,3,\ldots } ist {\displaystyle f_{n}}  stets eine zu {\displaystyle F} gehörige Auswahlabbildung.
 (b2) Für jedes  {\displaystyle \omega \in \Omega } gilt {\displaystyle F(\omega )={\overline {\{f_{n}(\omega )\mid n=1,2,3,\ldots \}}}}.

## Verwandter Satz
Mit dem Auswahlsatz von Kuratowski und Ryll-Nardzewski direkt verwandt ist ein anderer (bekannter) Auswahlsatz, der die gleiche Frage unter Stetigkeitsgesichtspunkten statt unter Messbarkeitsgesichtspunkten behandelt und nach seinem Entdecker, dem US-amerikanischen Mathematiker Ernest Arthur Michael, als Auswahlsatz von Michael (englisch Michael Selection Theorem) bezeichnet wird.
Anknüpfend an die Darstellung von Winfried Kaballo lässt sich dieser Satz von folgendermaßen formulieren:
Gegeben seien ein topologischer Raum {\displaystyle \Omega } und ein topologischer Vektorraum {\displaystyle X}.
Weiter gegeben sei eine unterhalbstetige mengenwertige Abbildung {\displaystyle F\colon \Omega \to {{\mathcal {P}}(X)\setminus \{\emptyset \}}} derart, dass für jedes {\displaystyle \omega \in \Omega } die zugeordnete Teilmenge {\displaystyle F(\omega )} in {\displaystyle X} zugleich abgeschlossen und konvex ist.

Ist dabei {\displaystyle \Omega } ein parakompakter Hausdorffraum und ist zugleich {\displaystyle X} ein Fréchet-Raum, so existiert stets eine zugehörige stetige Auswahlabbildung {\displaystyle f\colon \Omega \to X}.

### Folgerung
Aus dem Auswahlsatz von Michael gewinnt man auf direktem Wege ein Resultat, welches für die Frage der Existenz von Lösungen von Gleichungen bedeutsam ist. Es geht auf eine in 1952 von Robert G. Bartle und Lawrence M. Graves vorgelegte wissenschaftliche Arbeit zurück und wird auch als Satz von Bartle-Graves (englisch Bartle-Graves Theorem) genannt. An Winfried Kaballo anknüpfend kann dieser Satz wie folgt angegeben werden:
Gegeben seien zwei Banachräume {\displaystyle E} und {\displaystyle Q}, wobei {\displaystyle Q} ein mit der Quotientennorm versehener Faktorraum von {\displaystyle E} sein soll.
Die zugehörige Quotientenabbildung sei {\displaystyle \sigma \colon E\rightarrow Q}.

Dann gilt:
Zu jeder reellen Zahl {\displaystyle r>1} gibt es eine linear homogene, stetige, rechtsinverse Abbildung {\displaystyle R\colon Q\to E} derart, dass für {\displaystyle y\in Q} stets die Ungleichung
{\displaystyle \|R(y)\|\leq r\cdot \|y\|}
erfüllt ist.

## Erläuterungen
- Ein topologischer Raum {\displaystyle \Omega } ist vermöge seiner Borel-Algebra {\displaystyle {\mathcal {B}}(\Omega )} stets auch ein Messraum.
- Für gegebene Grundmengen {\displaystyle \Omega } und {\displaystyle X} und eine mengenwertige Abbildung {\displaystyle F\colon \Omega \to {{\mathcal {P}}(X)\setminus \{\emptyset \}}} ist eine zu {\displaystyle F} gehörige Auswahlabbildung (englisch selector, selection) oder auch  Auswahlabbildung von {\displaystyle F} dadurch gekennzeichnet, dass für alle {\displaystyle \omega \in \Omega } die Beziehung {\displaystyle f(\omega )\in F(\omega )} erfüllt ist. Eine solche Auswahlabbildung ist also nichts weiter als ein Element der Produktmenge {\displaystyle \prod _{\omega \in \Omega }F(\omega )}.[A 2]
- Für einen Messraum {\displaystyle \Omega } mit zugehöriger Σ-Algebra {\displaystyle {\mathcal {\Sigma }}(\Omega )}  und einen topologischen Raum {\displaystyle X} wird eine mengenwertige Abbildung {\displaystyle F\colon \Omega \to {\mathcal {P}}(X)} als messbar bezeichnet, wenn für jede in {\displaystyle X} gelegene offene Teilmenge {\displaystyle U\subseteq X} die zugehörige Teilmenge {\displaystyle F^{-}(U):=\left\{\omega \in \Omega \mid F(\omega )\cap U\neq \emptyset \right\}} die Beziehung {\displaystyle F^{-}(U)\in {\mathcal {\Sigma }}(\Omega )} erfüllt.[A 3]
- Für zwei topologische Räume {\displaystyle \Omega } und {\displaystyle X} wird eine mengenwertige Abbildung {\displaystyle F\colon \Omega \to {\mathcal {P}}(X)} als unterhalbstetig bezeichnet, wenn für jede in {\displaystyle X} gelegene offene Teilmenge {\displaystyle U\subseteq X} die zugehörige zugehörige Teilmenge {\displaystyle F^{-}(U)} in {\displaystyle \Omega } offen ist.
- Der Auswahlsatz von Michael beruht nicht zuletzt darauf, dass in einem parakompakten Hausdorffraum bezüglich jeder beliebigen offenen Überdeckung stets eine stetige Zerlegung der Eins existiert.[A 4]
- In einer häufig zitierten anderen Version des Auswahlsatzes von Michael – so auch bei Gasiński/Papageorgiou[3] – wird der topologische Vektorraum {\displaystyle X} sogar als Banachraum vorausgesetzt.